# Schloss Babenhausen (Hessen)
Das Schloss Babenhausen in Babenhausen im südhessischen Landkreis Darmstadt-Dieburg ist aus einer mittelalterlichen Wasserburg hervorgegangen und diente nacheinander als Residenz und Verwaltungsmittelpunkt der Herren von Hagen-Münzenberg, der Herren von Hanau, der Grafen von Hanau-Lichtenberg und dem Haus Hessen.

## Funktion
Gegen 1200 unter den Herren von Hagen-Münzenberg gegründet, diente die Anlage als administratives und militärisches Zentrum für die Dörfer um die entstehende Stadt Babenhausen. In einer Urkunde vom 9. Juni 1236 wird die Burg Babenhusen mit Zubehör im Rahmen der Heiratsverabredung von Kuno III. von Münzenberg seiner zukünftigen Gemahlin Adelheid von Tübingen versprochen. Mit der Münzenberger Erbschaft fiel sie zusammen mit dem Amt Babenhausen an das Haus Hanau. In diesem, inzwischen in den Grafenstand erhoben, wurde 1458 eine Landesteilung vorgenommen und der jüngeren Linie das Schloss Babenhausen als Residenz zugewiesen. Durch eine erfolgreiche Heiratspolitik erwarb diese im oberrheinischen Raum und im Elsass größere Gebiete und nannte sich in der Folge „Grafen von Hanau-Lichtenberg“. Die Grafen Philipp I., der Ältere, Philipp II. und Philipp III. residierten noch in Babenhausen. Ab Philipp IV. verlegten sie ihren Schwerpunkt endgültig an den Oberrhein und den Elsass. Philipp III. war der letzte der Grafen, der in der Stadtkirche in Babenhausen beerdigt wurde, und sein Sohn Philipp IV. war der letzte der Hanauer Grafen, die in Babenhausen geboren wurden.
Das Schloss Babenhausen diente in der Folgezeit als Witwensitz und Residenz nicht regierender Familienmitglieder. So verbrachte z. B. Gräfin Anna von Isenburg, Witwe des Grafen Philipp II., hier ihre Witwenzeit. Johanna von Hanau-Lichtenberg (* 1543; † 1599), die sich von ihrem Mann, Graf Wolfgang von Isenburg-Büdingen-Ronneburg, getrennt hatte, lebte nach der Trennung ebenfalls hier. Margarethe (* 1486; † 1560), eine Tochter des Grafen Philipp II., ehemals Nonne im Kloster Marienborn, wurde hier wegen eines „Fehltritts“ bis zu ihrem Lebensende interniert. Christophora (* 1509; † 1582), letzte Äbtissin des Klosters Marienborn, Amalie (* 1512; 1578) und Felicitas (* 1516; † 1551), alle Töchter Philipps III., und ihre Tante Anna (* 1485; † 1559), eine Tochter Philipps II., allesamt Nonnen im Kloster Marienborn, wurde das Schloss nach der durch die Reformation bedingten Auflösung ihres Klosters als Altersruhesitz zugewiesen.
1593–1596 diente das Schloss dem Erbgrafen Johann Reinhard I. als Residenz.
Im Dreißigjährigen Krieg versuchte Graf Johann Reinhard I., der von 1599 bis 1625 regierte, seine Lande durch strenge Neutralität zu schützen. Das aber nützte dem Amt Babenhausen nichts. Mehrfach von unterschiedlichen Kriegsparteien besetzt, waren seine Dörfer schon in den ersten Kriegsjahren verwüstet, die Bewohner geflohen, allein 2500 in die Stadt Babenhausen, wo daraufhin die Pest ausbrach. Stadt und Schloss Babenhausen erwiesen sich aber als so stark, dass sie in dieser Zeit auch mehreren Belagerungen widerstanden. 1631 allerdings wurden Stadt und Schloss durch kaiserliche Truppen besetzt und geplündert. Ein Jahr später marschierten Schweden ein. 1635 wurde die Stadt erneut von den kaiserlichen belagert, allerdings erfolglos. 1636 bis 1647 wurde Babenhausen von Kurmainz unter dem Vorwand besetzt, dass Graf Philipp Wolfgang, er regierte von 1625 bis 1641, mit seinem Engagement für die französisch-protestantische Kriegspartei gegenüber dem Kaiser Felonie begangen habe, da Babenhausen ein böhmisches Lehen war. Ab 1647 diente das Schloss wieder als Residenz, diesmal für einen jüngeren Bruder des regierenden Grafen, Johann Philipp.
Mit dem Aussterben des Hauses Hanau fiel das Schloss 1736 zunächst an die Landgrafschaft Hessen-Kassel, die es als Nebenresidenz verwendete. So wurde hier etwa 1788 Rosa Dorothea Ritter (* 1759; † 1833) interniert, die „verflossene“ zweite der drei Maitressen des Landgrafen und späteren Kurfürsten Wilhelm IX./I. von Hessen-Kassel. Sie nutzte ihren Aufenthalt hier, um 1794 ihren Aufpasser, den späteren großherzoglich-hessischen Kammerrat Johann Georg Kleinhans (nach anderer Quelle: „Kleinhapp“) († 17. Februar 1835), zu heiraten.
Durch die territorialen Veränderungen in der Folge der napoleonischen Kriege gelangte das Schloss Babenhausen 1807 an Frankreich, 1810 an das Großherzogtum Frankfurt und schließlich 1813 an das Großherzogtum Hessen-Darmstadt. Dort diente es ab 1818 als Militärstrafanstalt. Von Juni bis Dezember 1834 saß hier Friedrich Wilhelm Schulz ein, dem in der Nacht vom 30. auf den 31. Dezember 1834 die spektakuläre Flucht gelang. Von 1869 bis 1891 beherbergte die Anlage ein Regiment der Roten Dragoner. 1892 wurde es an Gustav Hickler verkauft, einen Samengroßhändler aus Darmstadt. 1896 kaufte es ein Konsortium aus 10 Babenhäuser Bürgern. 1901 kaufte es der Großherzog zurück. 1936 übernahm der Volksstaat Hessen die Anlage, 1962 der Landesverein für Innere Mission, und seit 1981 befindet sie sich wieder in privater Hand. Schlossbesitzer Eugen Wolpert widmete sich mithilfe des Denkmalschutzes der Aufgabe, dem einst prunkvollen Schloss wieder zu seinem einstigen Glanz zu verhelfen. Nach seinem Tod wurde es weiterverkauft. Derzeit bestehen Pläne, das Schloss in ein Luxus-Hotel umzubauen.

## Lage
Das Schloss Babenhausen ist dem mittelalterlichen Mauerring der Stadt Babenhausen südlich vorgelagert.

## Baugeschichte

### Romanik
Das Schloss Babenhausen wurde als Burg nach einem einheitlichen Plan angelegt. Der regelmäßige Grundriss der staufischen Anlage – auffallend abweichend zum Beispiel von der Pfalz Gelnhausen – lässt südalpine Vorbilder oder die Beteiligung einer italienischen Bauhütte vermuten. Die quadratische Anlage war ehemals eine Wasserburg zwischen dem Ohlebach und der Gersprenz gelegen. Mitten im Burghof befand sich ein ebenfalls staufischer, quadratischer, freistehender Bergfried, archäologisch nachgewiesen, mit einer Seitenlänge von 10,80 m aus Backsteinmauerwerk. Singulär ist der Saalbau mit offener Erdgeschosshalle, während in dieser Zeit kein anderer steinerner Wohnbau nachgewiesen ist. Auch die Ringmauer ist mit 1,20 m ungewöhnlich schwach. Der Grundriss besitzt große Ähnlichkeit zur gleichzeitigen frühesten Bauphase der Burganlage im benachbarten Dieburg. Daraus wurde geschlossen, dass die Burg Babenhausen in ihrer frühesten Zeit eine spezielle, administrative Funktion hatte.
Romanisch ist ebenfalls das Mauerwerk mit glatten Eckquadern der ehemals staufischen Ringmauer und alle Außenseiten des heutigen Gebäudevierecks sowie der Westflügel, der ehemalige Palas, mit Treppenturm insgesamt. Er gehört mit allen drei Geschossen der Gründungszeit an. Dieser Flügel wurde dendrochronologisch in die Jahre um 1200 datiert. Er öffnet sich im Erdgeschoss zum Hof hin mit einer einzigartigen spätromanischen Halle mit sechs Arkaden. Drei Arkadensäulen und Kapitelle wurden 1901 erneuert (Reste der Originalkapitelle befinden sich im Kloster Seligenstadt). Ursprünglich ist aber die 1961 freigelegte nördliche Eingangs-Doppelarkade. Sie weist eine reiche Profilierung mit dreifachem Rundstab auf und liegende Löwen am Bogenansatz. Das hervorragend gearbeitete Kapitell steht in engem stilistischen Zusammenhang mit den Kapitellen der Orgelempore der Stiftskirche St. Peter und Alexander in Aschaffenburg, mit der Gelnhäuser Marienkirche und der dortigen Kaiserpfalz. Das Erdgeschoss weist kleine Rundbogenfenster auf.

### Gotik
Die westliche Hälfte des Nordflügels stammt im Kern noch aus dem 13. Jahrhundert. In spätgotischer Zeit wurde der fünfseitige Treppenturm und im 16. Jahrhundert der Erker hinzugefügt.
Die Osthälfte des Nordflügels mit der Tordurchfahrt und die Nordhälfte des Ostflügels mit hofseitigem runden Treppenturm stammen im Kern aus den Jahren um 1460 (Bauinschrift), mit spätgotischem Fachwerkobergeschoss und Veränderungen des 16. Jahrhunderts (Erker an der Außenseite). Das Gebäude wurde teilweise im 18. Jahrhundert aufgestockt.
In der Schlosskapelle befindet sich heute ein spätgotisches Relief (Gnadenstuhl), datiert 1464. Es stammt aus dem 1754 erbauten und 1965 abgebrochenen Spital von Babenhausen.

### Renaissance
1460 bis 1470 wurde die Kernanlage mit Wall und Kasematten mit vier runden Batterietürmen an den Ecken für Kanonen umgeben. Die Türme waren ursprünglich mit Zeltdächern gedeckt und sind jetzt offen. Nur der nordöstliche trägt ein Mansarddach des 18. Jahrhunderts.
Komplettiert wurde die Anlage 1570 bis 1578 durch den Ausbau des Südflügels und der Südhälfte des Ostflügels, so dass ein regelmäßiges vierflügeliges Renaissanceschloss entstand. Am hofseitigen südlichen Treppenturm befindet sich innen und außen je ein feingliedriges Portal mit Hanauer Wappen. Die großen Eckgiebel wurden später wieder abgetragen. Jeder Flügel hatte nun auf der Hofseite einen Wendeltreppenturm. Der hofseitige Vorbau mit Fachwerkobergeschoss und Dach mit Zwerchgiebel stammt ebenfalls vom Ende des 16. Jahrhunderts.
Gleichfalls in dieser Zeit (1595) wurde der getrennt stehende Pfortbau erneuert, die Jahreszahl über den Spitzbogentüren nennt das Baujahr 1525. Im 18. Jahrhundert wurde er zur Kanzlei umgebaut und mit Mansarddach versehen.

### Barock
Im Barock wurde vor allem die Dachzone des Gebäudes neu gestaltet und die bestehende Bausubstanz – wie vorstehend erwähnt – an mehreren Stellen umgestaltet.

### Historismus und Neuzeit
Die Großherzöge verkauften das Schloss am Ende des 19. Jahrhunderts an einen reichen Bürger, der sich hier vor allem mit einer – heute wieder weitgehend verlorenen – historistischen Innenausstattung verwirklichte.
Der Schlosspark ist seit 1938 als Naturdenkmal ausgewiesen.
Nach der staatlichen Nutzung befand sich das Schloss in mehrfach wechselnden privaten Händen. Durch mangelnde bauliche Unterhaltung und mehrfach geänderte Projekte zu seiner Nutzung befand sich das Schloss in einem restaurierungsbedürftigen Zustand. Dies wurde 2008 mit einem Projekt, die Anlage in ein Luxushotel umzuwandeln, angegangen: 2006 erwarb die Alfa Consulting das Schloss für 1,8 Millionen Euro aus der Erbmasse des Voreigentümers. Hinter der Alfa Consulting steht ein Trio ukrainischer Hotelbetreiber. In den oberen Geschossen sind 35 bis 40 Hotelzimmer und Suiten geplant. An der Ostseite entsteht ein moderner Anbau für Rezeption und zwei Außenfahrstühle. Jagdsaal, Kaminzimmer und roter Saal sollen zu Konferenzräumen umgebaut werden. Das Schwimmbad soll unter dem jetzigen Parkplatz, der Wellnessbereich unterirdisch im Bereich einer der Bastionen eingerichtet werden, ebenso wie ein Café mit Freiterrasse und eine Hochzeitskapelle. Im Erd- und Kellergeschoss sollen Räume für die Öffentlichkeit entstehen, auch ein Museum zur Geschichte der Anlage. In diesen öffentlichen Bereich sollen die 800 Jahre alten Arkaden und der angrenzende Sommersaal mit gut erhaltenen spätgotischen Wandmalereien einbezogen werden. Die Bauarbeiten dauern an.

## Bildergalerie

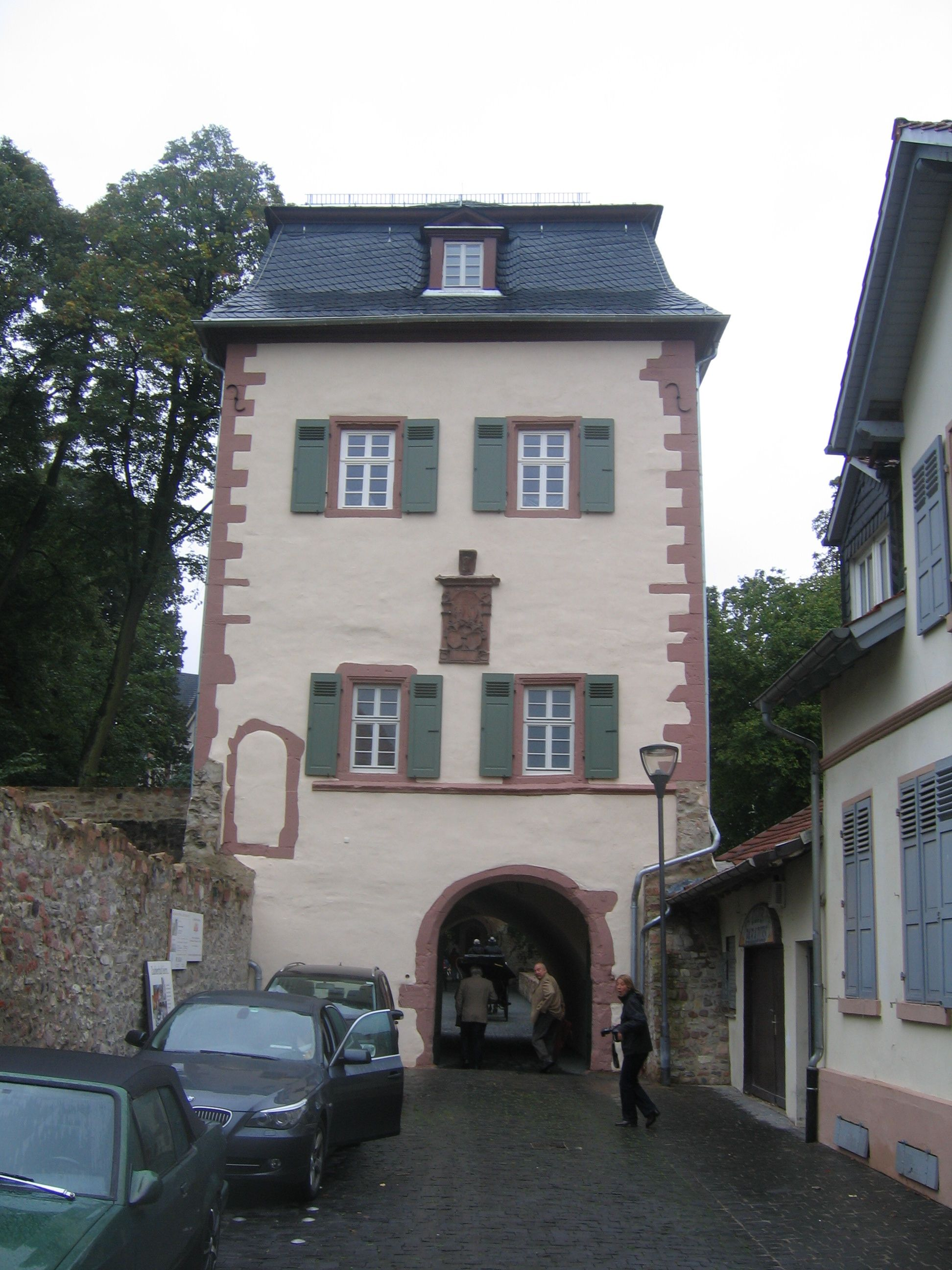
Torturm (2008)
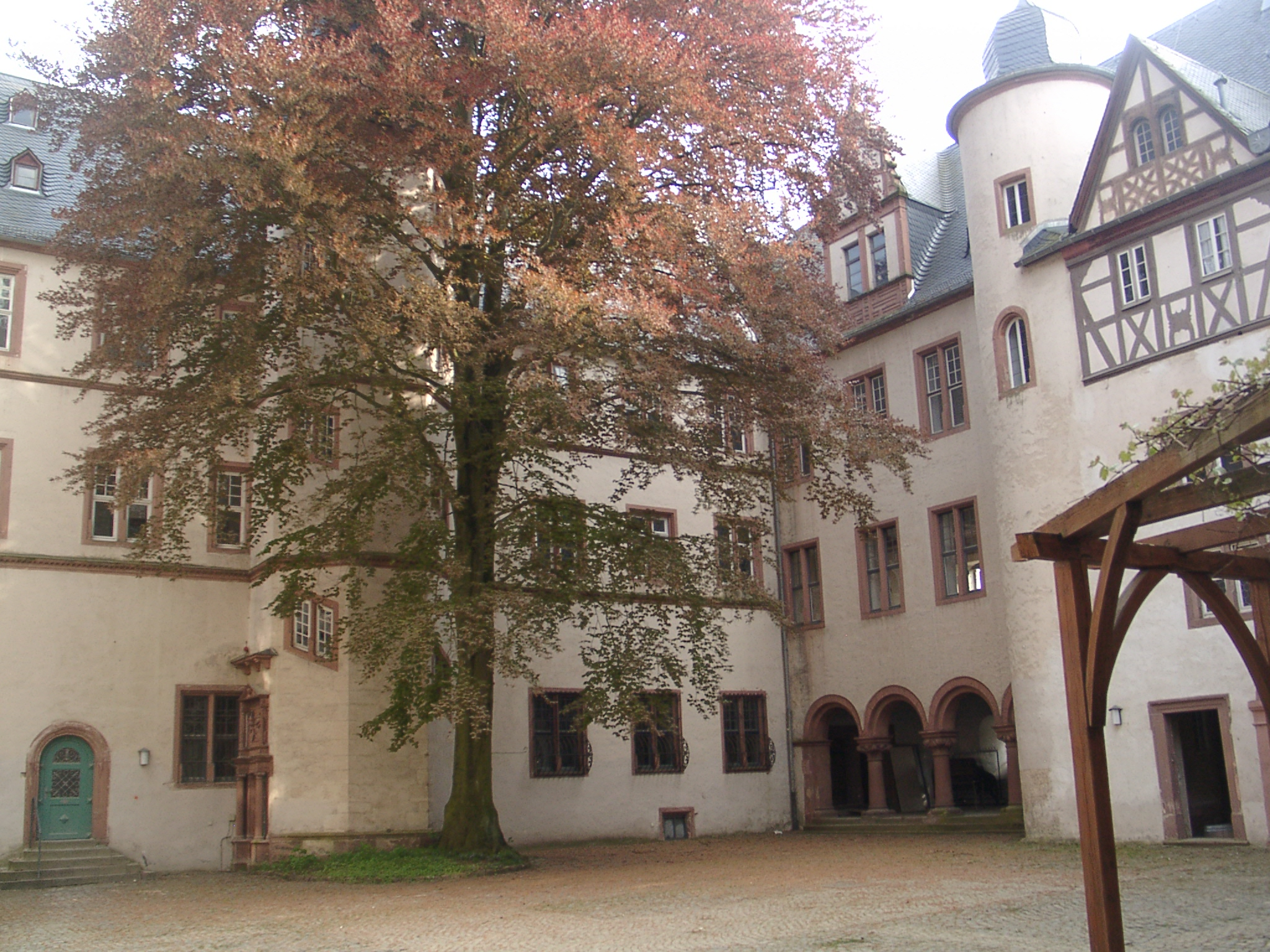
Schloss Babenhausen (2009)
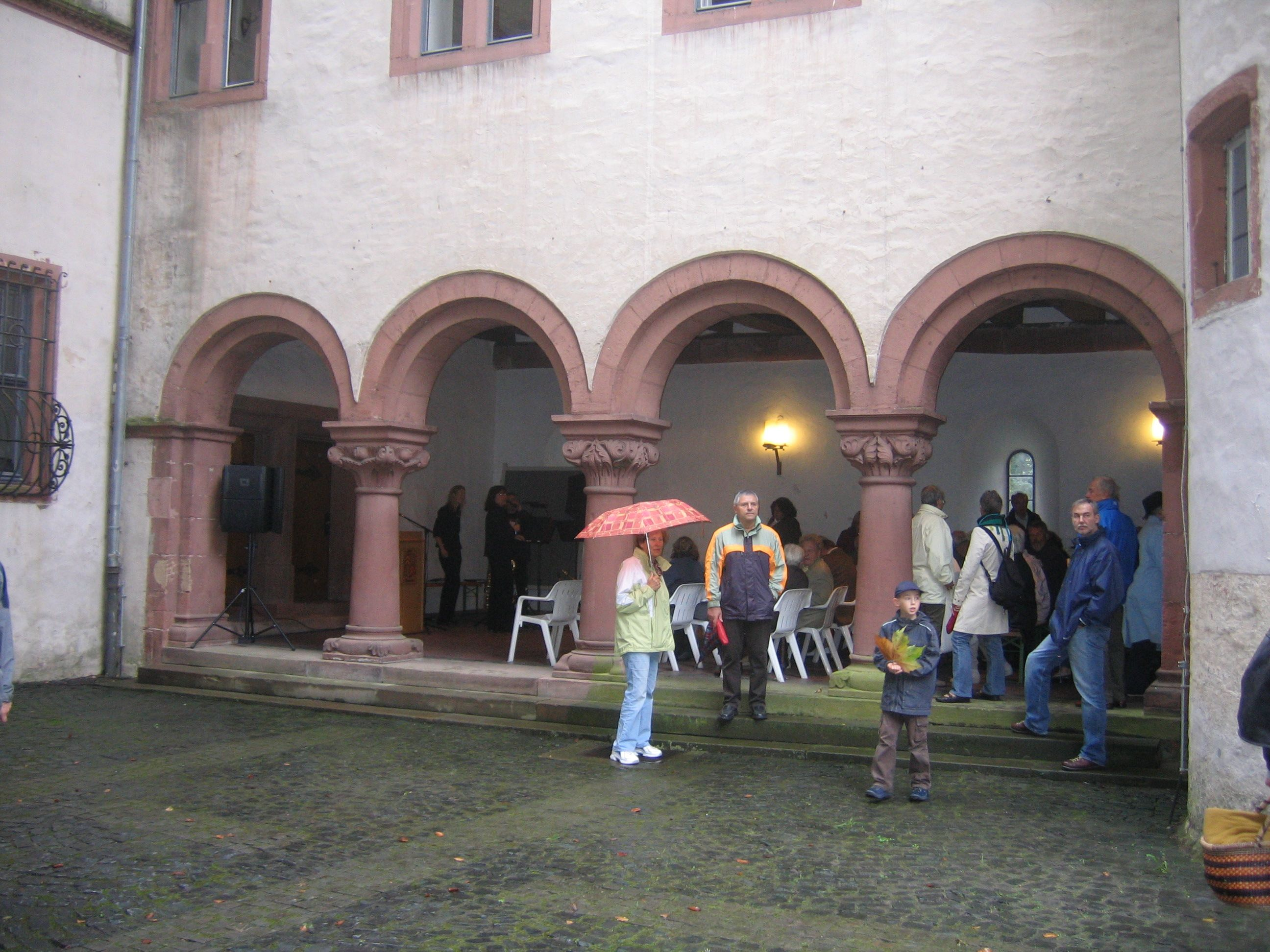
Arkaden (2008)
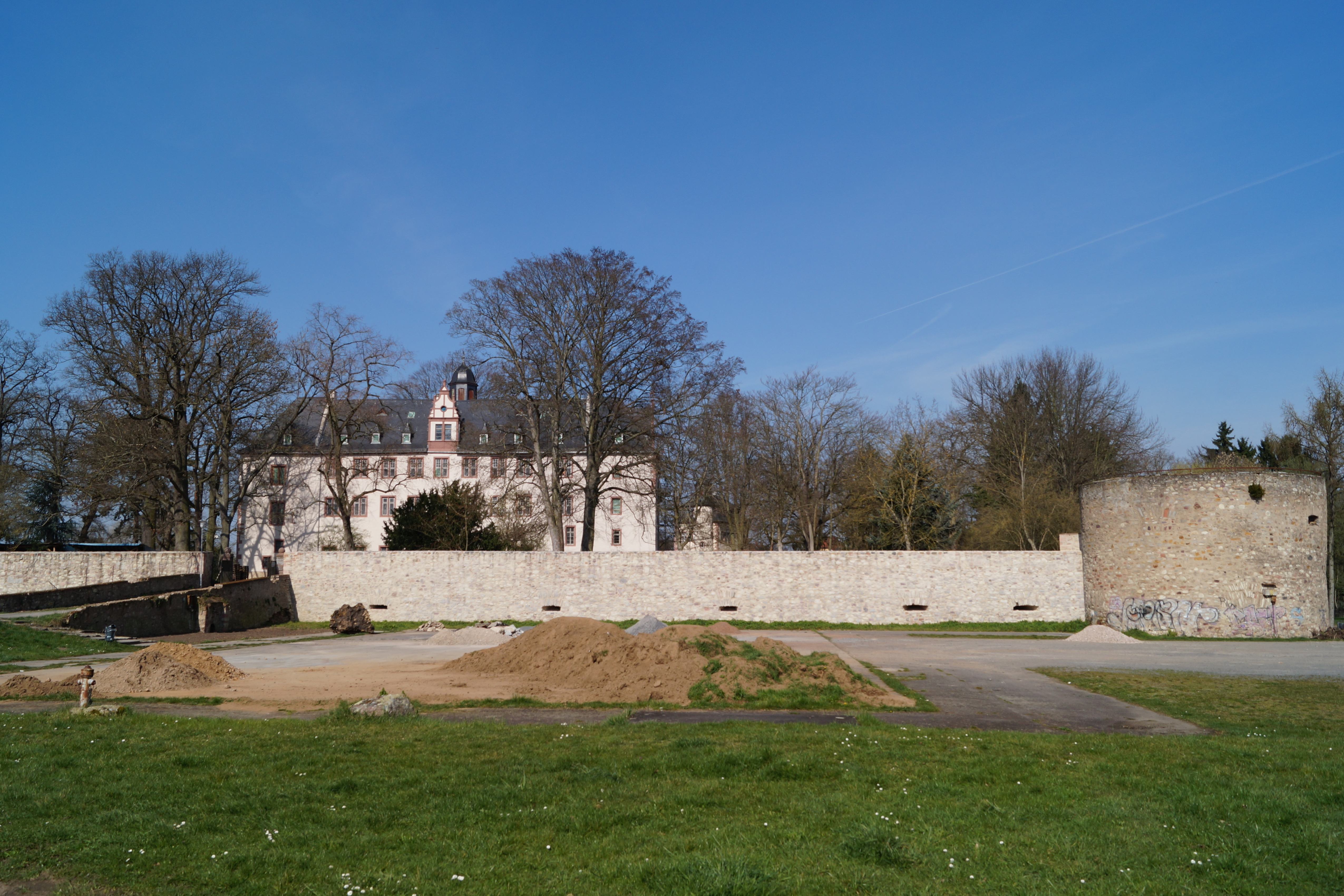
Schloss Babenhausen (2014)
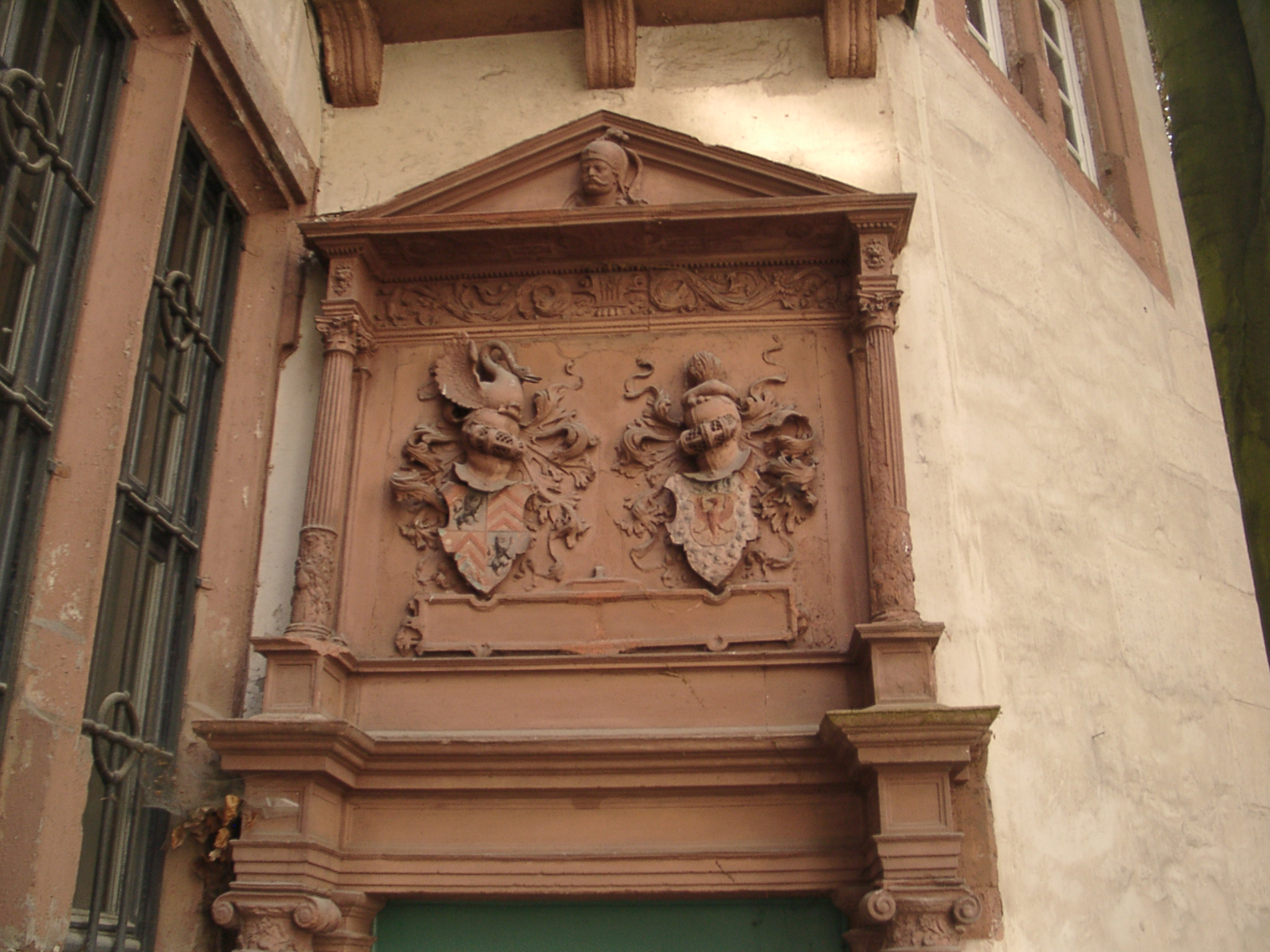
Schloss Babenhausen (2009)